# Echo margarita
Echo margarita är en trollsländeart. Echo margarita ingår i släktet Echo och familjen jungfrusländor. IUCN kategoriserar arten globalt som livskraftig.

## Underarter
Arten delas in i följande underarter:
- E. m. margarita
- E. m. tripartita